# 中国证券史
中国证券史描述中国股票、债券及認股證的發展歷程。

## 早期發展
中国证券史可追溯至明末清初，在一些收益高的高风险行业，采用了“招商集资、合股经营”的经营方式，与参与者之间签订的契约，成为中国最早的股票雏形。1840年代外国在华企业发行外资证券。
1872年，中国第一家股份制企业和中国人自己发行的第一张股票诞生。证券的出现促进了证券交易的发展。最早的证券交易也只是外商之间进行，后来才出现华商证券交易。1869年中国第一家从事股票买卖的证券公司成立。1882年9月上海平准股票公司成立，制定了相关章程，使证券交易无序发展变得更加规范。

## 中华民国大陆时期
若以17世紀初阿姆斯特丹成立世界上第一個證券交易市場起算，全球證券市場的發展迄今已邁向第五個世紀。相形之下，中国證券市場的發展歷程僅及世界證券市場發展史的四分之一。清末西方列強入侵，同時也將證券交易制度引進了中國。最早是一些在華的外國人從事外國企業的股票投機買賣，後來一些中方買辦看到此種商業行為有利可圖，也紛紛加入爭食這塊大餅。清末朝廷採取新政時，立憲派為解決財政危機，曾提出設立證券交易所，但未為清政府採納。
民國成立不久，政府農商部召集全國工商鉅子討論設立證券交易所的問題，並於1914年12月頒布了中國第一部證券交易法。1918年北洋政府於北京成立中国第一家證券交易所。然而當時在北京成立證券交易所並不是因為北京、天津地區的金融、經濟發展較江南地區發達，而是因為當時的京津地區暴發了“京鈔”信用危機，北洋政府不得不成立證券交易所，發行公債來抑制危機。後來由於國民政府定都南京，全國政治經濟中心隨之南移，北平證券交易所頓時失去了發行公債的優勢，經營每況愈下，隨著抗戰爆發，北平交易所遂於1939年歇業。
上海的華商也曾於1920年成立了專營各種有價證券買賣交易的上海證券物品交易所，帶動了上海證券市場的快速發展，多方資金的大量湧入，使得新興的證券交易市場空前活躍。1921年夏秋之際，上海已開業和籌辦中的交易所就超過了140家，其他城市也紛紛跟進。到了1921年初，中国的交易所數目接近200家，竟然位居全球第一。然而，這種畸形的發展嚴重違背了當時國內經濟的實際情況，也就在這一年年底，泡沫破裂了，許多交易所門可羅雀，交易所股價也隨之一瀉千里，交易所掀起倒閉之風。200多家交易所經歷風暴之後僅存6家，信託公司也只剩下2家，中国證券市場由此進入了一段冰河期，後來更因為抗戰軍興而中斷業務。抗戰勝利後，國民政府復於1946年5月恢復設立上海證券交易所，為公民營合組的公司制交易所。

## 中华人民共和国时期

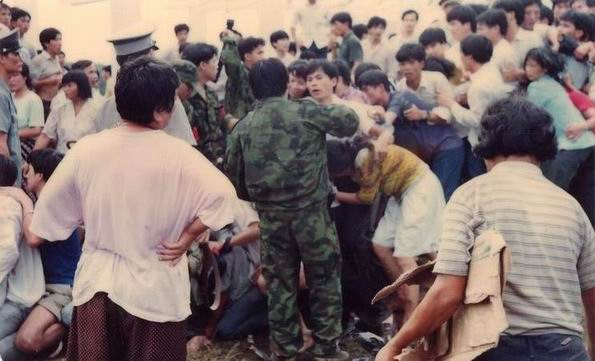
這是20世纪90年代在深圳，人們瘋狂搶購股票的情景。这次事件使当时的深圳市发生動盪，并引发中华人民共和国以来的第一次股災。

### 1949年－1999年
1949年中华人民共和国成立后，证券交易市场被当作“资本主义的产物”被政府勒令关闭停止。直到改革开放以后，股票才作为国有企业改革的一种手段，得以被政府承认其合法地位。
1990年12月19日，上海证券交易所正式开业，1991年7月3日，深圳证券交易所正式开业。这两所交易所的成立标志着中华人民共和国证券市场的形成。1992年中国开始向境外发行股票，2月，第一支B股（上海真空电子器件股份有限公司B股）在上海证券交易所挂牌交易。1996年12月，股票交易实行涨跌停制度（即指涨跌幅不得超过前一交易日的10%）。

### 2000年以後
从2005年夏天开始，中国大陆股市开始进行股权分置改革，简称“股改”。股权分置问题主要是将公司大股东持有不能在交易所流通的股票（包括国有股份以及其他性质的股份）通过向流通股股东支付一定的对价，获得流通权。股改的大致方式为该公司大股东送股，发放红利，宣布资产注入，发放权证等等，已经完成股改的股票被添加“G”标记。股改的过程同时导致了2001年以来的熊市结束及21世纪的大陆股票市场的第一次大行情。
2006年10月9日起，原股改完成的股票的G标记取消，未股改股票加上S标记。这标志着大陆A股的股改工作基本完成。股改的主要目的在于实现股票的全流通，并使持股人的持股成本相同。但现在出现的问题在于管理层利用持股成本差异套现。